# Walter Junghans
Walter Junghans (* 26. říjen 1958, Bockhorst) je bývalý německý fotbalista, brankář, který reprezentoval Západní Německo.
Se západoněmeckou reprezentací vyhrál mistrovství Evropy 1980, byť na závěrečném turnaji jakožto druhý náhradník Haralda Schumachera nenastoupil. Nepřipsal si ani jiný start za reprezentační "áčko".
S Bayernem Mnichov se stal dvakrát mistrem Německa (1979/80, 1980/81) a získal německý pohár (1981/82).